# Harduri narod
Harduri su grupa bivših polu-nomadskih Tadžika nepoznatog porekla. Žive u Surksondarjo provinciji u jugo-istočnom Uzbekistanu između Bojsuna i Guzara. Harduri broje 8400 ljudi po popisu iz 1924-5. 